# Lithobius quartocomma
Lithobius quartocomma är en mångfotingart som beskrevs av Karl Wilhelm Verhoeff 1900. Lithobius quartocomma ingår i släktet Lithobius och familjen stenkrypare.
Artens utbredningsområde är:
- Bosnien.
- Kroatien.

Inga underarter finns listade i Catalogue of Life.